# Информационная грамотность
Информационная грамотность — это способность к поиску, агрегации, проверке достоверности и анализу информации. Впервые понятие «информационная грамотность» было введено в 1977 году в США и использовано в национальной программе высшего образования. Информационно грамотным человеком названа личность, которая способна обрабатывать, разместить, оценить информацию и использовать её наиболее эффективным образом. Таким образом, грамотность работы с информацией подразумевает
- Способность поиска информации из различных источников
- Верификация найденной информации
- Проверка информации на достоверность
- Проверка информации на ангажированность, и в чьих целях она была создана
- Анализ найденной информации и
- Подготовка аналитических выводов

Информационная грамотность является общим случаем Грамотности в работе с данными, последняя подразумевает в основном анализ внутрикорпоративной информации, а Информационная грамотность — анализ информации из открытых источников.